# Loison-sous-Lens
Loison-sous-Lens é uma comuna francesa na região administrativa de Altos da França, no departamento de Pas-de-Calais. Estende-se por uma área de 3,55 km². Em 2010 a comuna tinha 5 431 habitantes (densidade: 1 529,9 hab./km²).